# Koen van Steensel
Koen van Steensel (Bladel, 18 januari 1989) is een Nederlands voormalig voetballer die als middenvelder speelde. Van Steensel is afkomstig uit de jeugd van FC Eindhoven, eerder speelde hij in de jeugd bij VV Bladella en Willem II. Hij debuteerde in de wedstrijd tegen AGOVV Apeldoorn op 11 april 2008. In seizoen 2011/12 speelde hij bij UNA waarna hij zijn loopbaan afsloot bij VV De Valk in 2015. Daar maakte hij in 2018 zijn rentree.
Van Steensel speelde drie wedstrijden voor het Nederlands voetbalelftal onder 15.

## Carrière
| Seizoen | Club         | Wedstrijden | Doelpunten | Competitie     |
| ------- | ------------ | ----------- | ---------- | -------------- |
| 2007/08 | FC Eindhoven | 1           | 0          | Eerste divisie |
| 2008/09 | FC Eindhoven | 0           | 0          | Eerste divisie |
| 2009/10 | FC Eindhoven | 1           | 0          | Eerste divisie |
| 2010/11 | FC Eindhoven | 4           | 0          | Eerste divisie |
| 2011/12 | UNA          | ?           | ?          | Topklasse      |
| 2012/13 | VV De Valk   | ?           | ?          | ?              |
| 2013/14 | VV De Valk   | ?           | ?          | ?              |
| 2014/15 | VV De Valk   | ?           | ?          | ?              |
| Totaal  |              | 6           | 0          |                |